# Emmy-Noether-Gymnasium
Das Emmy-Noether-Gymnasium ist ein Gymnasium in Berlin Treptow-Köpenick mit einem naturwissenschaftlichem Profil.  Namensgeberin ist die Mathematikerin Emmy Noether. Die Schule bietet unter anderem die Individualisierung des gymnasialen Bildungsganges an, bei dem einzelne Schüler die Möglichkeit haben, das Abitur schneller als andere zu erwerben.

## Geschichte
Als 2006 die erste evangelische Schule im Bezirk Treptow-Köpenick, die Evangelische Schule Köpenick, in das Gebäude der ehemaligen Nelly-Sachs-Oberschule auf Grund der guten Lage einziehen wollte, bedeutete dies einen Umzug der Nelly-Sachs-Oberschule. Aufgrund der stetig sinkenden Schülerzahlen im Bezirk Treptow-Köpenick beschloss der Senat die Fusion der Nelly-Sachs-Oberschule mit der Linus-Pauling-Oberschule in Oberschöneweide. Jedoch war das Gebäude der ehemaligen Linus-Pauling-Oberschule zu klein und nicht genügend ausgestattet, um dort alle Gymnasiasten unterrichten zu können. Ein Ausbau des Gebäudes hätte hohe Kosten zur Folge gehabt und deswegen wurden beide Schulen in dem teilweise sanierten und gut ausgestatteten Gebäude im Allende-Viertel untergebracht.
Bereits nach kurzer Zeit bildete sich eine Schul-AG, die sich intensiv mit der Findung eines neuen Namens auseinandersetzen sollte. An dem Projekt arbeiteten Schüler, Eltern und Lehrer gemeinsam und stellten nach genauer Recherche mehrere Namen vor, die dann durch eine Wahl der gesamten Schule auf fünf reduziert wurden. Nach über zweijährigem Namensfindungsprozess trägt die Schule seit 2009 den Namen der Mathematikerin Emmy Noether.

## Bezug zu Emmy Noether
Das Emmy-Noether-Gymnasium bietet verschiedene wissenschaftlich orientierte Leistungskurse wie Geographie, Mathematik, Chemie oder Physik, die teilweise den Bezug zu Noethers Erkenntnissen und Forschungsergebnissen herstellen.
Die Wissenschaftlerin war bekannt für ihr Engagement gegenüber begabten Schülern. Mit dem Angebot eines individualen Bildungsganges sieht sich die Schule in dieser Tradition.
Noethers Leben wird zudem beispielhaft in den Unterricht eingegliedert, auch engagieren sich Schule und Schüler im Rahmen des Projektes „Schule ohne Rassismus – Schule mit Courage“.

## Bildungsweg
Durch die Fusion zweier unterschiedlich orientierter Schulen wurde das Unterrichtsangebot verbreitert.
Das Fremdsprachenangebot umfasst neben Englisch und Französisch auch Latein und Spanisch als Wahlmöglichkeiten einer dritten Fremdsprache.
Die Leistungskurse können aus neun Fächern gewählt werden (Deutsch, Englisch, Französisch, Geschichte, Geographie, Mathematik, Physik, Biologie, Chemie). In der Oberstufe stehen folgende  Grundkurse zur Verfügung: Informatik, Darstellendes Spiel,  Ensemblemusik, COMENIUS-Kurs „Herausforderungen der Nachhaltigkeit“, Englisch-Zusatzkurs, Politikwissenschaften, Philosophie,  Sporttheorie, Windsurf-Kurs und Alpiner Skikurs.
Um den Schülern das eigenverantwortliche Lernen nahezubringen, arbeitet die Schule in der „Pädagogischen Schulentwicklung“. Dies beinhaltet mehrtägige Trainingseinheiten zur systematischen Förderung der Methodenkompetenz, Teamarbeit und Kommunikationsfähigkeit und zur Vorbereitung auf den Mittleren Schulabschluss (MSA).

## Projekte und Aktivitäten
Am Emmy-Noether-Gymnasium werden verschiedene Aktivitäten und Projekte verfolgt, dazu gehören u. a.:
- Schule ohne Rassismus – Schule mit Courage: Im Rahmen dieses Projektes kooperiert jede Schule mit Paten, in diesem Fall der 1. FC Union Berlin, eine Direktorin der Deutschen Bank und ein Zeitzeuge und Verfolgter des Nazi-Regimes. Zu den inhaltlichen Elementen gehört u. a. ein Anti-Rassismus-Wettbewerb.
- Schülersprechstunde: In jeder Schulwoche gibt es eine festgelegte Zeit, in der sich die Schüler mit der Schülervertretung auseinandersetzen können, um Fragen, Probleme, oder neue Ideen zu besprechen.
- Antidiskriminierungs-Arbeitsgemeinschaft: Die Arbeitsgemeinschaft macht sich mit Diskussionsrunden, Plakataktionen und Workshops für die Rechte von Minderheiten stark und sorgt für Aufklärungsarbeit an der Schule.
- Sportnacht: Aus der früheren "Langen Nacht" ging die Sportnacht hervor, bei der Eltern, Lehrer und (ehemalige) Schüler in verschiedenen Turnieren gegeneinander antreten.
- Umwelt: Zudem engagiert sich die Schule im Bereich Umwelt und wurde 2020 zum zehnten Male als Umweltschule in Europa ausgezeichnet.[5]
- Weiteres: Zu den weiteren Angeboten gehören u. a. ein gemischter Chor, der beim jährlichen Weihnachtssingen des 1. FC Union Berlin mitwirkt, ein großes Sportangebot und Arbeitsgemeinschaften im naturwissenschaftlichen Bereich sowie eine Event-AG.